# (2101) Adonis
Pour les articles homonymes, voir Adonis.
(2101) Adonis fut l’un des premiers astéroïdes frôlant la Terre à avoir été observé. Il a été découvert par Eugène Delporte le 12 février 1936 et baptisé du nom d’Adonis, jeune et beau chasseur aimé d’Aphrodite dans la mythologie grecque.
Adonis mesure environ un kilomètre de diamètre et gravite autour du Soleil en un peu plus de deux ans et demi.
Dans l’approche qui a mené à sa découverte initiale, peu d’observations purent être faites pour calculer une orbite, et Adonis a été perdu jusqu’en 1977 où il a été redécouvert par Charles T. Kowal.
Adonis est le deuxième Apollon à avoir été découvert (après (1862) Apollon lui-même).
Il passera à moins de 30 millions de kilomètres de la Terre six fois au XXIe siècle, la plus proche en 2036 à 5,3 millions de kilomètres.

## Adonis dans la fiction
La bande dessinée de Hergé On a marché sur la Lune, aventure de Tintin, fait référence à cet astéroïde : le capitaine Haddock se trouve par mégarde entraîné par l’attraction de ce petit corps dessiné avec un certain réalisme. C'est ainsi que Haddock se retrouve « satellisé » autour d'Adonis, concept remarquable pour l'époque puisque le premier satellite artificiel ne sera lancé (autour de la Terre) que trois ans plus tard. En réalité, un tel phénomène n'est pas susceptible de se produire étant donné que la distance minimale d'intersection de l'orbite terrestre de cet astéroïde est de 0,011 6 unité astronomique, soit 1,74 million de kilomètres, soit 4,8 fois la distance Terre-Lune (distance Terre-Lune = 384 400 km),.
Toutefois, selon le Comité de liaison enseignants et astronomes, Adonis est bien un astéroïde qui peut s'approcher périodiquement de la Terre (astéroïde géocroiseur) et pourrait éventuellement passer entre la Terre et la Lune, bien que ce soit « extrêmement peu probable ».